# Chilobrachys fimbriatus
Chilobrachys fimbriatus е вид паяк от семейство Тарантули (Theraphosidae). Видът не е застрашен от изчезване.

## Разпространение и местообитание
Разпространен е в Индия (Карнатака и Махаращра).
Обитава гористи местности и национални паркове.

## Описание
Популацията на вида е намаляваща.